# Земля и зола
«Земля и зола» (дари Khakestar-o-khak) — афганский фильм 2004 года, снятый режиссёром Атиком Рахими. Участвовал в программе «Особый взгляд» на Каннском кинофестивале в 2004 году и был выдвинут Афганистаном на соискание Оскара как Лучший фильм на иностранном языке, но не был принят в качестве номинанта.

## Сюжет
1981 год, идут военные действия. По дороге идут двое: дед и его пятилетний внук. Недавно их селение подверглось бомбардировке, при этом все родственники странников погибли. По дороге мальчик, потерявший при взрыве бомбы слух и считающий, что все люди в одно мгновение онемели, пытается найти их голоса. Цель странствия — найти шахту, в которой работает сын старика и отец мальчика, в данной ситуации — единственный их родственник, оставшийся в живых.

## Награды и номинации
| Год  | Премия                                 | Категория                                         | Имя              | Результат |
| ---- | -------------------------------------- | ------------------------------------------------- | ---------------- | --------- |
| 2004 | Bratislava International Film Festival | Лучший режиссёр                                   | Атик Рахими      | Победа    |
| 2004 | Bratislava International Film Festival | Prize of the Ecumenical Jury                      | Атик Рахими      | Победа    |
| 2004 | Bratislava International Film Festival | Гран-при                                          | Атик Рахими      | Номинация |
| 2004 | Каннский кинофестиваль                 | Regard Original Award                             | Атик Рахими      | Победа    |
| 2004 | Cinefan                                | Asian and Arab Competition Award: Лучший актёр    | Абдул Гани       | Победа    |
| 2004 | Cinefan                                | Asian and Arab Competition Award: Лучший фильм    | Атик Рахими      | Победа    |
| 2004 | Ghent International Film Festival      | Лучший режиссёр                                   | Атик Рахими      | Победа    |
| 2004 | Ghent International Film Festival      | Гран-при                                          | Атик Рахими      | Номинация |
| 2004 | Oslo Films from the South Festival     | FIPRESCI Prize                                    | Атик Рахими      | Победа    |
| 2005 | Fajr Film Festival                     | Crystal Simorgh: Asian Competition — Лучший фильм | Димитри де Клерк | Победа    |
| 2005 | Zanzibar International Film Festival   | The Golden Dhow                                   | Атик Рахими      | Победа    |